# Rouvray-Catillon

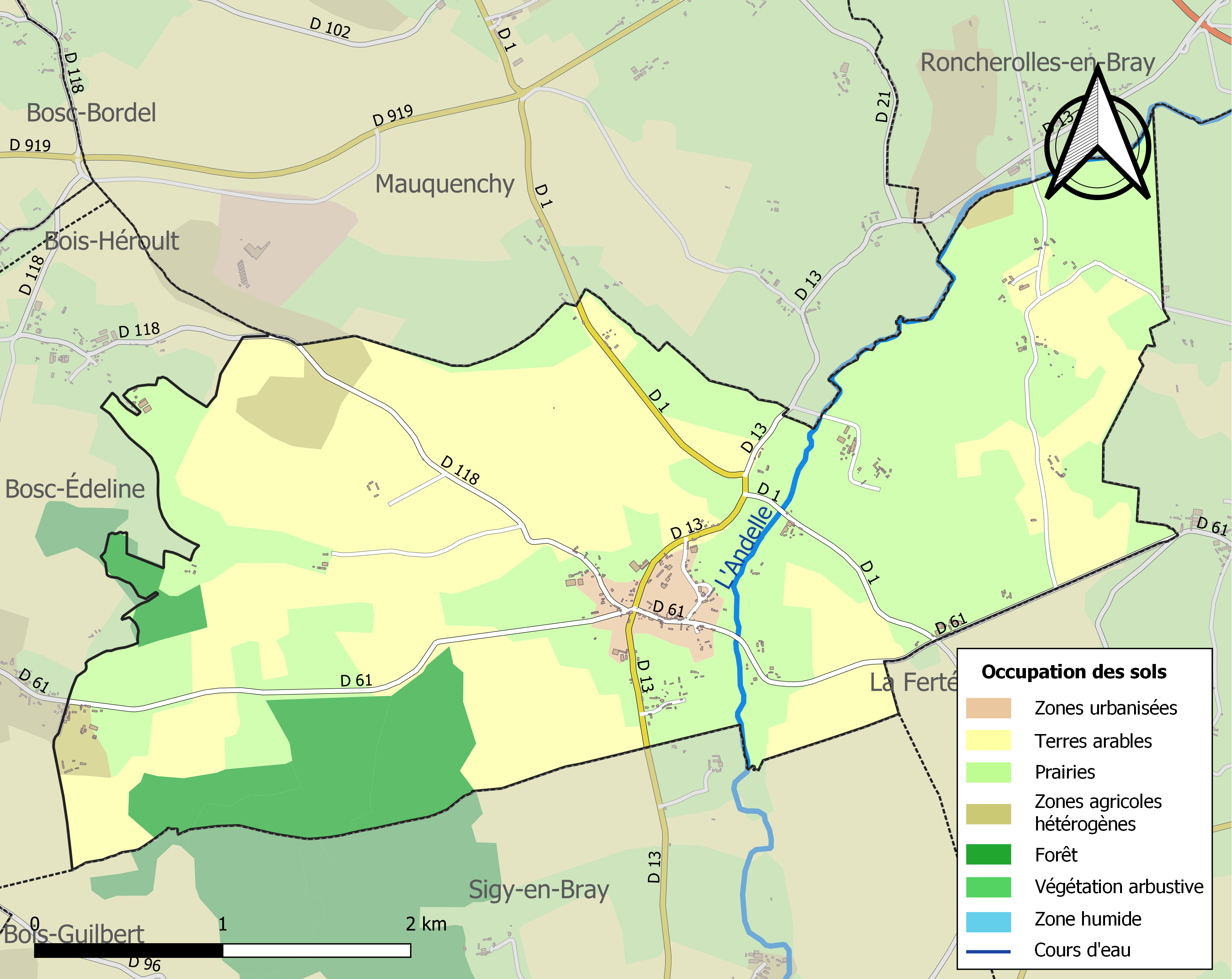
Mapa Rouvary-Catillon

Rouvray-Catillon – miejscowość i gmina we Francji, w regionie Normandia, w departamencie Sekwana Nadmorska.
Według danych na rok 1990 gminę zamieszkiwało 211 osób, a gęstość zaludnienia wynosiła 17 osób/km² (wśród 1421 gmin Górnej Normandii Rouvray-Catillon plasuje się na 691. miejscu pod względem liczby ludności, natomiast pod względem powierzchni na miejscu 228.).